# Apotolamprus manomboensis
Apotolamprus manomboensis är en skalbaggsart som beskrevs av Olivier Montreuil 2008. Apotolamprus manomboensis ingår i släktet Apotolamprus och familjen bladhorningar. Inga underarter finns listade i Catalogue of Life.